# Karbi (ort i Armenien)
Karbi (armeniska: Կարբի) är en ort i Armenien. Den ligger i provinsen Aragatsotn, i den centrala delen av landet, 20 kilometer nordväst om huvudstaden Jerevan. Karbi ligger 1 312 meter över havet och antalet invånare är 3 521.
Terrängen runt Karbi är varierad, och sluttar söderut. Runt Karbi är det mycket tätbefolkat, med 3 895 invånare per kvadratkilometer.. Närmaste större samhälle är Asjtarak, 3,9 kilometer söder om Karbi. 
Trakten runt Karbi består i huvudsak av gräsmarker.